# Joseph Barthélemy
Joseph Barthélemy, född 9 juli 1873, död 14 maj 1945, var en fransk statsvetare och politiker.
Barthélemy var professor i författningsrätt vid Paris universitet. Han var 1919-1928 ledamot av deputeradekammaren för centern och 1924-1928 vicepresident i kammarens utrikesutskott. Barthélemy var delegerad vid flera av Nationernas förbunds sessioner och blev justitieminister bland annat i Philippe Pétains rekonstruerade ministär 25 februari 1941. Bland hans statsvetenskapliga arbeten märks Introduction du régime parlamentaire en France (1904), Rôle du prouvoir exécutif dans les républiques modernes (1906) och Traité élémentaire de droit constitutionel (1926, tillsammans med P. Duez).